# Вернер Херцог
Вернер Херцог (на немски: Werner Herzog, роден като Вернер Х. Стипетич на 5 септември 1942 г.) е германски кинорежисьор, сценарист, актьор и режисьор на опери.
Основоположник е на новото течение в германското кино, заедно с Райнер Вернер Фасбиндер, Маргарете фон Трота, Фолкер Шльондорф, Ханс-Юрген Сиберберг, Вим Вендерс и други. Героите във филмите му са предимно хора с невъзможни мечти или странни таланти.

## Частична филмография

### Режисьор

#### Пълнометражни филми
- „Признаци на живот“ (1968)
- „Агире, гневът Божи“ (1972)
- „Загадката на Каспар Хаузер“ (1974)
- „Сърце от стъкло“ (1976)
- „Строшек“ (1977)
- „Носферату - призракът на нощта“ (1979)
- „Войцек“ (1979)
- „Фитцкаралдо“ (1982)
- „Където зелените мравки сънуват“ (1984)
- „Кобра Верде“ (1987)
- „Вик от камък“ (1991)
- „Непобедим“ (2001)
- „Спасителна зора (2007)
- „Лошият лейтенант: междинно пристанище Ню Орлиънс“ (2009)

#### Късометражни филми
- „Херкулес“ (1962)
- „Признаци на живот“ (1968)
- „Игра в пясъка“ (1964)
- „Последни думи“ (1967)
- „Безпрецедентната защита на крепостта Дойчкройц“ (1968)
- „Предпазни мерки срещу фанатици“ (1969)

#### Документални филми
- „Дори джуджетата са били малки“ (1970)
- „Земя на тишина и тъмнина“ (1971)
- „Фата моргана“ (1971)
- „Великият екстаз на дърворезбаря Щайнер“ (1974)
- „Страданието“ (1977)
- „Ехо от тъмната империя“ (1990)
- „Уроци по тъмнина“ (1992)
- „Камбани от дълбините“ (1993)
- „Моят най-добър приятел“ (1999)
- „Колело на времето“ (2003)
- „Белият диамант“ (2004)
- „Онзи, дивият и синият“ (2005)
- „Сив човек“ (2005)
- „Срещи на края на света“ (2007)
- „Cave of Forgotten Dreams“ (2010)